# Коростень (Черниговская область)
Ко́ростень (укр. Ко́ростень) — село, расположенное в Куликовском районе Черниговской области Украины, на берегу реки Смолянка. Население — 5 человек.
Код КОАТУУ: 7422787002. Почтовый индекс: 16333. Телефонный код: +380 4643.

## Власть
Орган местного самоуправления — Смолянский сельский совет. Почтовый адрес: 16333, Черниговская обл., Куликовский р-н, с. Смолянка, ул. Викторова 68, тел. 2-81-44.

## Галерея

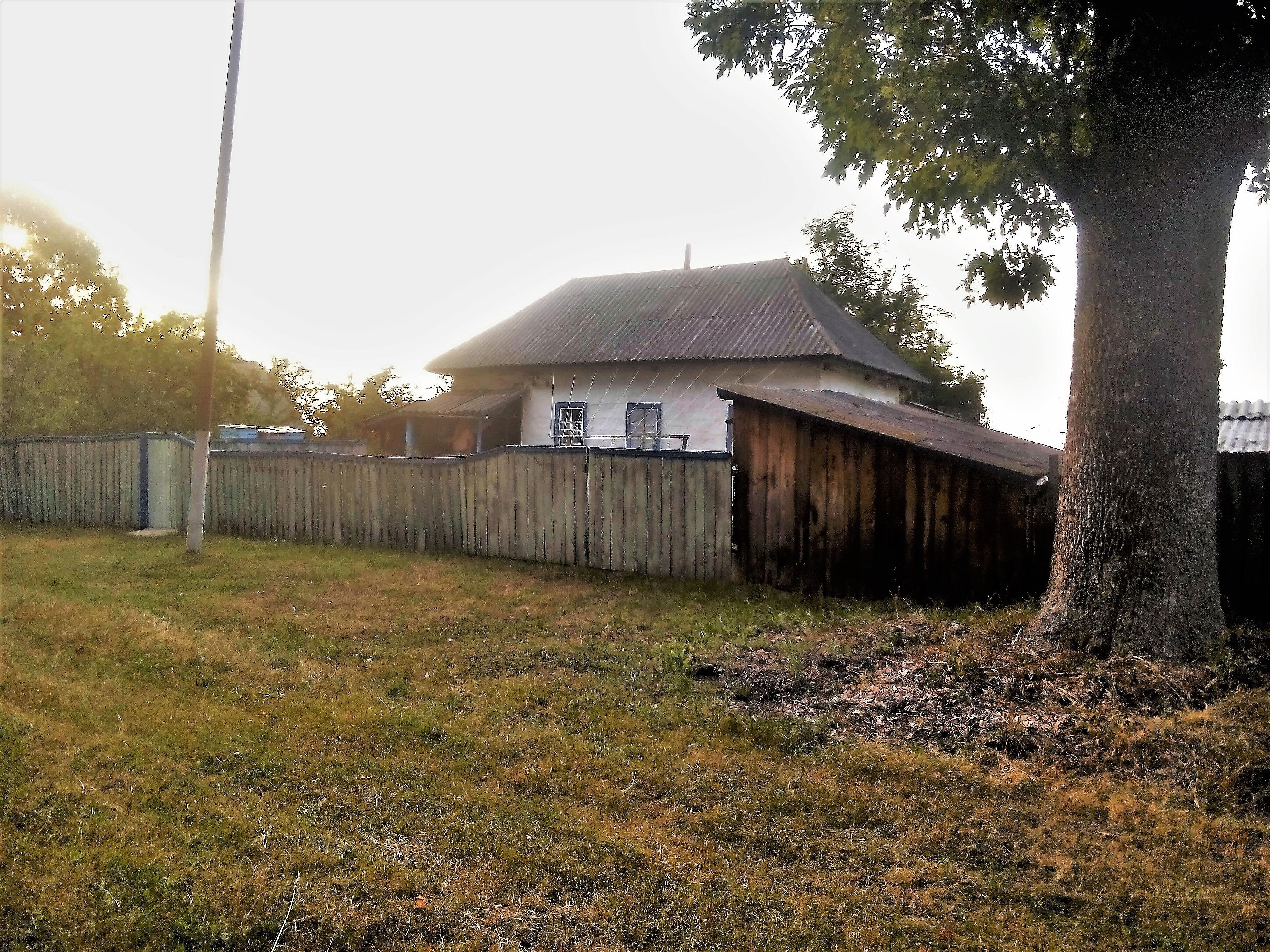
Типичная хата
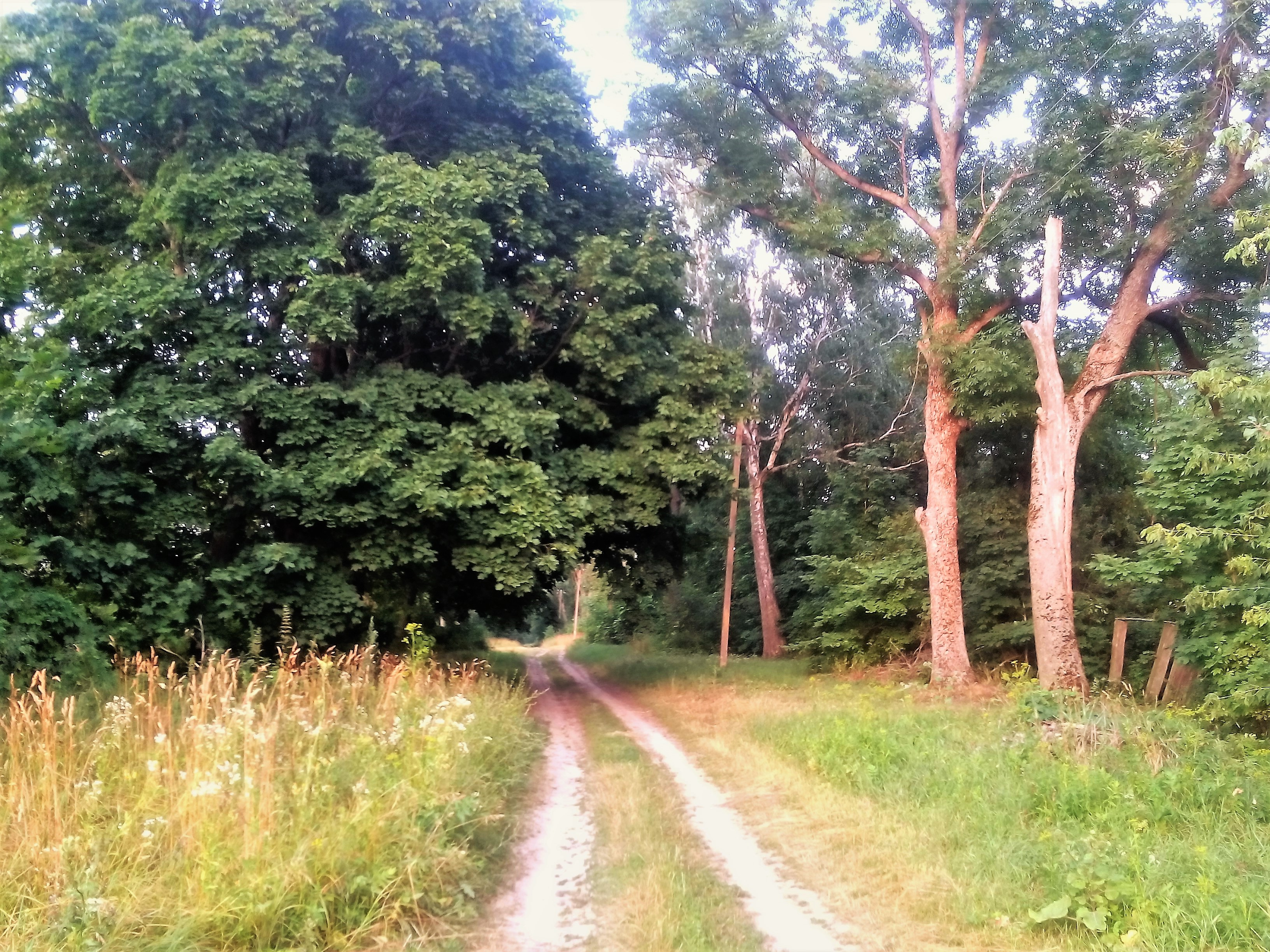
Улица Гаевая - единственная улица села
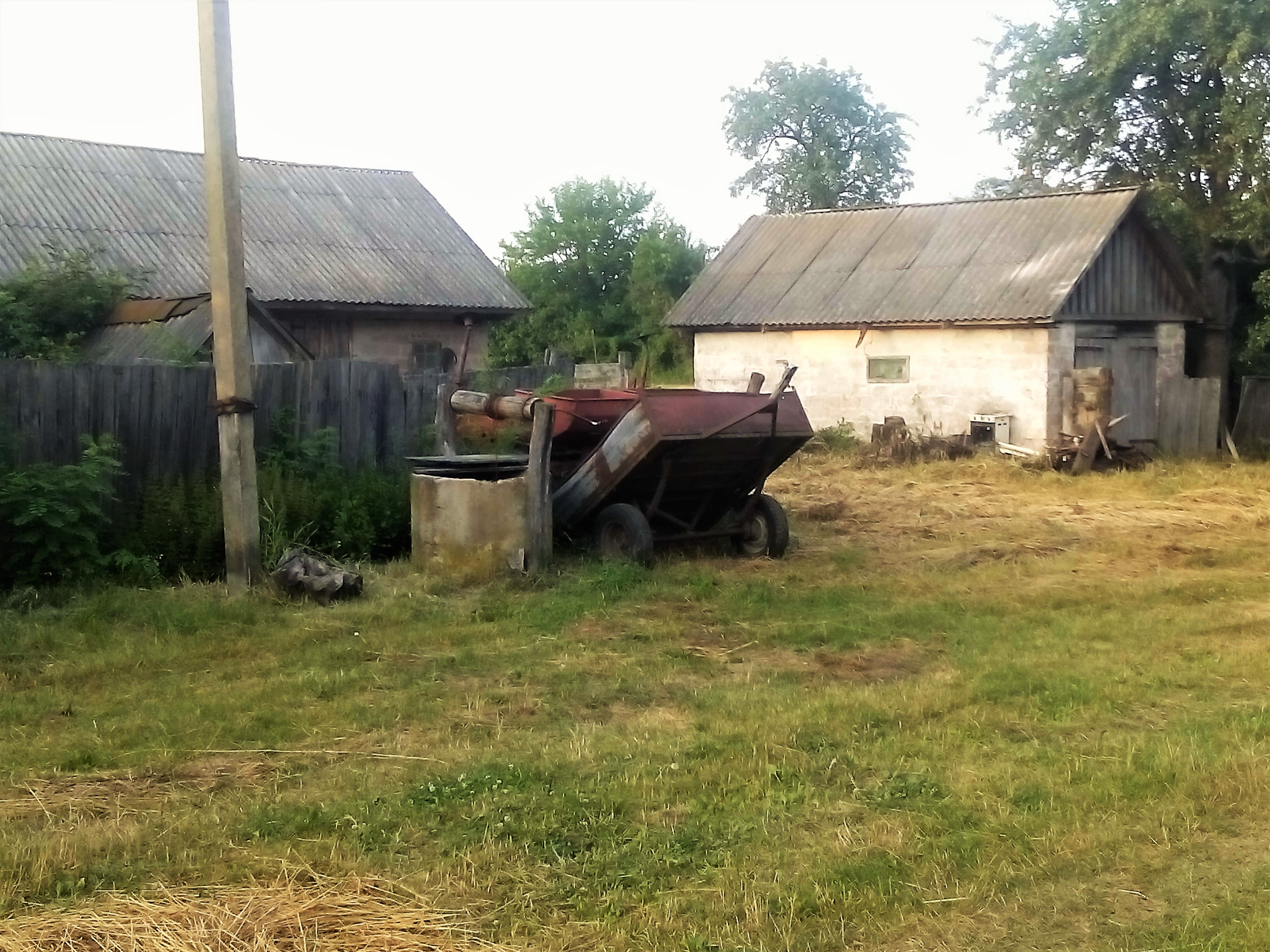
Колодец
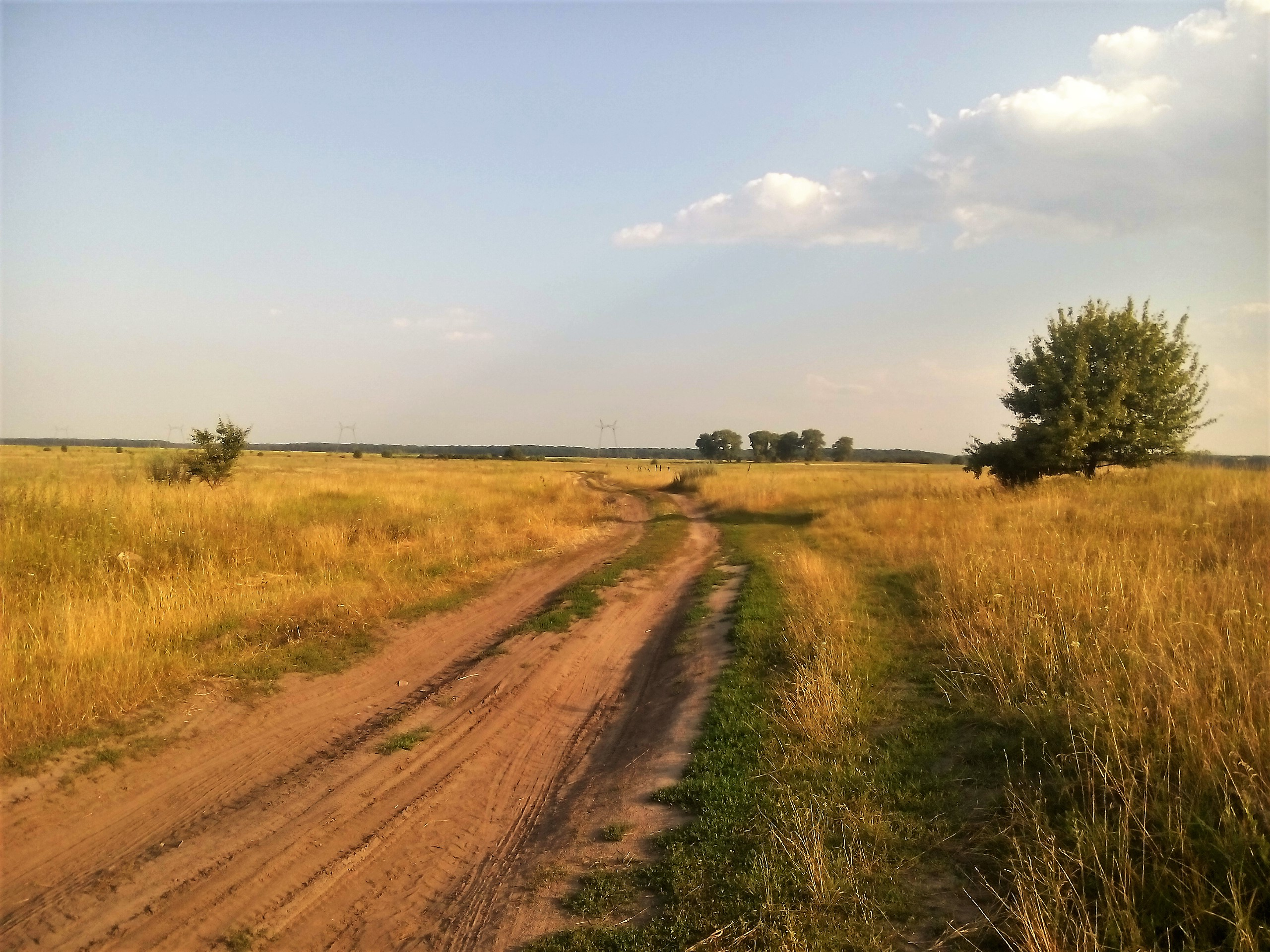
Дорога от с. Смолянка к лесничеству (в сторону села Коростень)
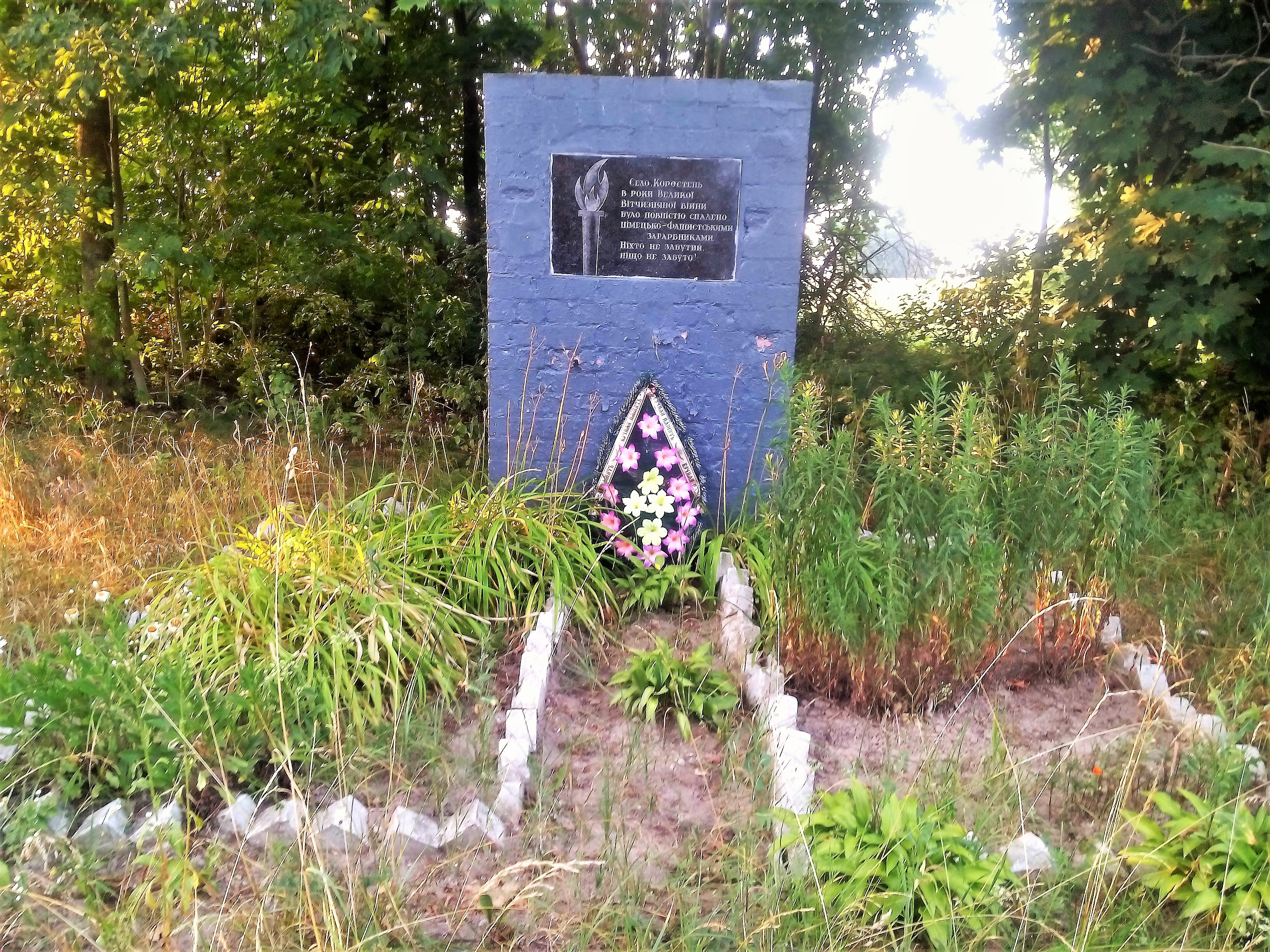
Памятник (во Вторую мировую нацисты сожгли село)
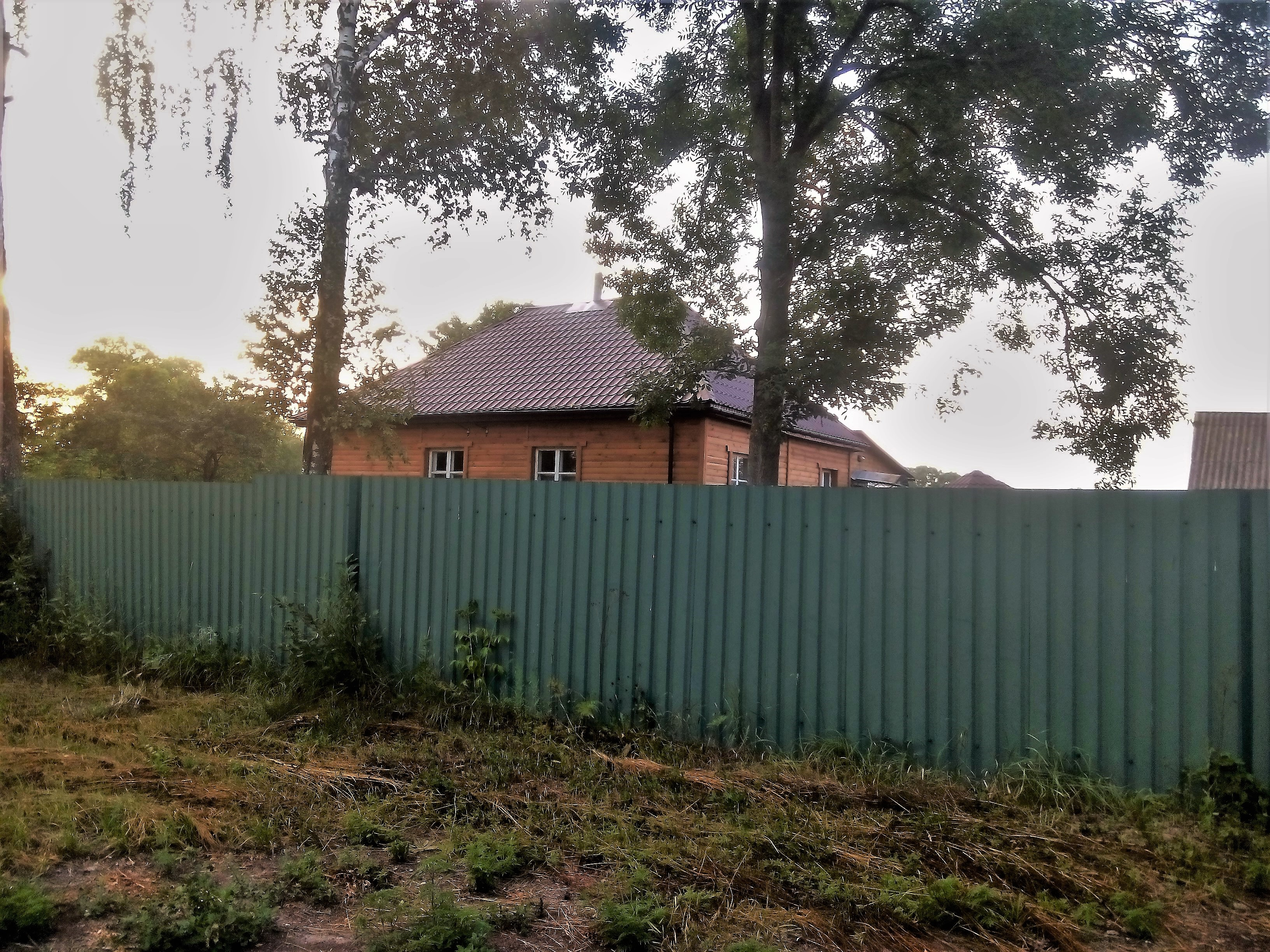
Недавно купленая хата - крыша из металлочерепицы